# Адутовы
Адутовы (баш. Әдүтовтар) — башкирские кантонные начальники.

## Общая характеристика
Адутовы происходят из башкир Елпачиха (Удик) Гайнинской волости Осинского уезда (ныне Бардымского района Пермского края). Согласно родословной, записанной в 1912 году в селе Елпачиха Хуббихузя Тимясевым, Адутовы имеют общих предков с династиями Исмагила Тасимова и Туктамыша Ишбулатова. У Адутовых и Тюмисовых был один общий предок — Тимяс, у которого было четыре сына — Абдрахман, Месяут, Адигут и Мансур. Из них Адигут Тимясев (1719 — ?) был муллой, участвовал в Крестьянской войне 1773—1775 годов, являлся полковником Е. И. Пугачёва.
В 1798 году в числе прочих был образован 1-й башкирский кантон, куда входили башкиры гайнинского рода Осинского и Пермского уездов Пермской губернии. Центр кантона находился в селе Елпачиха. Его первые руководители не известны (в 1816—1819 годах — начальником кантона был Сайфимулюк Чувашаев). В 1819—1820 годах кантоном управлял сын Адигута Тимясева — Мухамадий Адутов (1754—1920?), а далее — его сыновья:
- Багаутдин Мухамадиевич Адутов (1788—1850) — зауряд-есаул, находился на военной службе с 1806 года. Принимал участие в Отечественной войне 1812 года. В 1814—1816 годах служил начальником дистанции в Иркутской губернии. В 1820—1828 годах и 1832—1841 годах являлся начальником 1-го башкирского кантона[3]. В 1831 году в Санкт‑Петербурге с начальниками башкирских кантонов присутствовал на аудиенции у императора Николая I. Владел двумя мельницами, имел чин 14-го класса. Награждён медалью «В память Отечественной войны 1812», а в 1842 году «за отличную и усердную службу» получил 200 рублей серебром. У Багаутдина Адутова было две жены и несколько сыновей[4].
- Камалетдин Мухамадиевич Адутов (1801 — ?) — зауряд-есаул, имел чин 14-го класса[4]. 1828—1831 годах, во время болезни брата Багаутдина Адутова и его поездки в Санкт-Петербург, являлся начальником 1-го башкирского кантона[3].

В 1841—1850 годах 1-м башкирским кантоном руководил Хасан Кулуевич Кучуков, а в 1855—1856 годах — Хамидулла Ишбулатов.
- Низаметдин Багаутдинович Адутов — зауряд-хорунжий. 1850—1855 годах начальник 1-го башкирского кантона. После реформы 1855 года, данный кантон вошел в состав вновь образованного 12-го кантона, начальником которого в 1856—1863 годах был Низаметдин Адутов. Владел пятью мельницами. Был награждён медалью «В память Восточной войны 1853—1856 гг.»[3]. Его сын Нигматьян (Нигамай; 1838 — ?) занимал разные должности, в селе Елпачиха на свои средства построил мечеть и открыл медресе. Первый сын Нигматьяна Хусаин участвовал в Первой мировой войне, во время Гражданской войны был убит белогвардейцами. Второй сын Нигматьяна Мирзиян в селе Елпачиха содержал медресе и детский приют, стал основателем русско-башкирской школы[5].

## Потомки
Известные потомки Адутовых:
- Якуб Адутов — преподаватель медресе «Мухаммадия» (г. Казань).
- Абдулла Адутов-Камский (1902—1942) — кандидат филологических наук, участник Великой Отечественной войны.
- Роберт Давлетович Мухамедьяров — доктор технических наук.
- Равиль Давлетович Мухамедьяров — доктор физико-математических наук.
- Олег Брызгин — доктор технических наук.
- Рафаэль Масгутович Адутов[баш.] — публицист. Автор монографий «Татаро-башкирская эмиграция в Японии» и «Дети Удигутов».